# Only in the Way
Only in the Way è un cortometraggio muto del 1911. Il nome del regista non viene riportato.

## Trama
Una ragazzina paralizzata vive in casa, dividendo il suo affetto tra i genitori e la nonna, che lei ama profondamente. Ma i genitori non possono sopportare l'anziana donna e la piccola ne soffre.

## Produzione
Il film fu prodotto dalla Thanhouser Film Corporation.

## Distribuzione
Distribuito dalla Motion Picture Distributors and Sales Company, uscì nelle sale cinematografiche statunitensi il 31 gennaio 1911.
Copia della pellicola, un positivo 35 mm, viene conservata negli archivi della Library of Congress. Il cortometraggio, masterizzato, è stato inserito in un'antologia curata dalla Thanhouser Company Film Preservation dal titolo The Thanhouser Collection DVD Volumes 1, 2 and 3 (1911-1916), un DVD in NTSC della durata complessiva di 262 minuti originariamente distribuito in versione VHS.